# One Night
"One Night" ("Una noche") es un blues interpretado y popularizado principalmente por el cantante Elvis Presley a partir de la década de los 50s. La canción fue compuesta originalmente por Dave Bartholomew , Earl King y Anita Steinman y llevaba el nombre de "One Night of Sin" ("Una noche de pecado"). 

## Grabación y lanzamiento al mercado
Elvis grabó por primera vez la canción con su letra y título originales el 18 de enero de 1957 en los estudios Radio Recorders de Hollywood, California. En dicha grabación, tanto el nombre de la canción como algunos versos de la lírica no convencieron demasiado a Elvis quien quedó insatisfecho con el resultado final, considerando que la canción podía ser malinterpretada como algo obscena. Por ese motivo la canción no se editó y Elvis optó por volver a grabarla luego de modificar la letra y el título, pasando a llamarse "One Night" a la vez que versos como "One night of sin is what I'm now paying for" se reemplazaron por "One night with you is what I'm now praying for." Con la canción ya corregida, Elvis regresó a los estudios Radio Recorders y realizó varias tomas hasta que se extrajo la grbación número 10 para realizar el master. 
"One Night" se editó como disco simple con "I Got Stung" ("Me picó") como lado B. Esta última canción se había grabado el 11 de junio de 1958 en los estudios de RCA en Nashville, Tennessee,durante un receso de Elvis en el ejército ya que desde el 24 de Marzo de ese mismo año, había sido llamado a las filas. 
Además de editarse como disco simple, One Night formó parte de diversos trabajos, uno de los cuales es el álbum compilatorio 50,000,000 Elvis Fans Can't Be Wrong
Elvis realizó varias grabaciones más de este tema en vivo a lo largo de su carrera. Una de ellas fue durante la jam session en los estudios de la NBC del especial televisivo de 1968, show acústico que constituyó un antecedente de los próximos MTV unplugged y que se editó completamente en video bajo el título del verso principal de dicha canción precisamente "One Night with you". También Elvis volvió a grabar en vivo el tema en sus presentaciones en Las Vegas registrada en el documental Elvis That's the way it is. 

### Músicos
- Elvis Presley - voz y guitarra acústica rítmica
- Scotty Moore - guitarra eléctrica líder
- Bill Black - contrabajo
- Dudley Brooks - piano
- The Jordanaires - coros
- D. J. Fontana - batería [4]

## Posicionamiento en listas
El sencillo se lanzó al mercado el 21 de octubre de 1958. "One Night" ingresó en su momento en las listas del Billboard Hot 100 ascendiendo al puesto número 4 y en la lista Billboard Hot R&B en el puesto número 10.  En el Reino Unido la canción fue aún más allá y logró encabezar la lista de éxitos UK Singles Chart. 
| Charts                | Posición alcanzada |
| --------------------- | ------------------ |
| USA Billboard Hot 100 | 4                  |
| USA Billboard Hot R&B | 10                 |
| UK Singles Chart      | 1                  |

## Versión original
En 1961 a través de la compañía Capitol Records Fats Domino, cantante amigo de Elvis a quien el rey admiraba, grabó la canción manteniendo su título y lirica originales 